# ولفينشتاين: سايبر بايلوت
ولفينشتاين: سايبر بايلوت (بالإنجليزية: Wolfenstein: Cyberpilot)‏، هي لعبة فيديو سويدية فرنسية من نوع أكشن، وهي من تطوير أركين ستوديوز وماشين غيمز، صدرت اللعبة في الأسواق بتاريخ 26 يوليو 2019، والتي تعمل على منصتي بلاي ستيشن 4 ومايكروسوفت ويندوز، والتي تتطلب تشغيل نظارة الواقع الإفتراضي.